# Сорокина, Татьяна Александровна
Татья́на Алекса́ндровна Соро́кина (род. 22 декабря 1977, Москва) — российский журналист, продюсер, режиссёр.
В 2000 г. окончила МГИМО, специальность — журналист-международник. Уже на пятом курсе работала в ТСН под руководством Александра Гурнова и Гули Балтаевой. Работает на телеканале «Культура», автор ряда документальных фильмов. 

## Работа на телевидении
- авторская программа Александра Шаталова «Графоман» (корреспондент, ВГТРК «Культура», 2000—2002 гг.).
- программа Тем временем. Смыслы с Александром Архангельским (корреспондент, шеф-редактор, ВГТРК «Культура», 2002—2020 гг.)[1].
- программа «Игра в бисер» (редактор, ВГТРК «Культура», 2011—н.в.)[2]
- программа «Билет в Большой» (редактор, ВГТРК «Культура», 2013—2015 гг.)

## Фильмография
- фильмы из цикла «Фабрика памяти: библиотеки мира» (8 серий, линейный продюсер и режиссёр, ВГТРК «Культура», 2004—2010 гг.)
- «Изгнанник. Александр Герцен» (редактор и линейный продюсер, ВГТРК «Культура», 2012 г.)
- «Идеалист. Владимир Короленко» (редактор, линейный продюсер и режиссёр, ВГТРК «Культура», 2015 г.)
- цикл интервью «Диссидентское движение в рассказах участников» (автор, редактор и режиссёр, просветительский ресурс «Arzamas», 2015—2018 гг.)[3]
- «Ольга Седакова. Слово и вера» (продюсер, автор сценария и режиссёр, ВГТРК «Культура», 2019 г.)[4]
- «Несогласный Теодор» (19 серий по 10 минут, продюсер и режиссёр, «Arzamas», 2019 г.)[4]
- «Русофил. История Жоржа Нива, рассказанная им самим» (продюсер и режиссёр, ВГТРК «Культура», 2021 г.)[4]
- «Рубец» (документальный фильм о рассеянном склерозе, продюсер и режиссёр, 2021 г.)
- «Голод» (2022 г.)

В сентябре 2021 г. вместе с журналистом Максимом Курниковым и писателем Александром Архангельским в качестве продюсера и режиссёра начала работу над полнометражным документальным фильмом о голоде в Поволжье в 1921-22 гг. На «Planeta.ru» проект собрал пять с лишним миллионов рублей и в марте 2021 г. состоялась первая съемочная экспедиция. Первый публичный показ «Голода» прошел 30 октября 2022 года в Екатеринбурге. В ноябре 2022 года Минкульт РФ отозвал прокатное удостоверение у документального фильма «Голод», ссылаясь на просьбы неназванных граждан и якобы выявленные неназванные нарушения действующего законодательства РФ.
- «Донна Таня» (документальный фильм о Татьяне Лесковой, правнучке Лескова, бразильской балерине, 2023)[4]
- «Родина» (документальный фильм о родине глазами священника Иоанна Гуайты, который родился в Италии, писал об Армении, а служил в России. 2024 год) [7]